# Polska na zawodach Pucharu Europy w Lekkoatletyce 2003
Polska na zawodach Pucharu Europy w Lekkoatletyce 2003 – wyniki reprezentacji Polski w 24. edycji Pucharu Europy w 2003.
Reprezentacja męska wystąpiła w zawodach Superligi (I poziom rozgrywek), które odbyły się w dniach 21–22 czerwca 2003 we Florencji.
Reprezentacja żeńska wystąpiła w zawodach grupy A I ligi (II poziom rozgrywek), które odbyły się w dniach 21–22 czerwca 2003 w Lappeenranta.

## Mężczyźni
Polska zajęła 6. miejsce wśród ośmiu zespołów, zdobywając 83 punkty i utrzymała się w superlidze.
- 100 m: Marcin Urbaś – 5 m. (10,48)
- 200 m: Marcin Jędrusiński – 2 m. (20,53)
- 400 m: Rafał Wieruszewski – 5 m. (45,62)
- 800 m: Zbigniew Graczyk – 6 m. (1:49,60)
- 1500 m: Mirosław Formela – 2 m. (3:49,22)
- 3000 m: Jakub Czaja – 7 m. (8:30,32)
- 5000 m: Michał Kaczmarek – 8 m. (14:39,11)
- 110 m ppł: Artur Kohutek – 8 m. (14,02)
- 400 m ppł: Zenon Miśtak – 8 m. (51,14)
- 3000 m z przeszkodami: Radosław Popławski – 2 m. (8:29,70)
- skok wzwyż: Grzegorz Sposób – 3 m. (2,27)
- skok o tyczce: Adam Kolasa – 4 m. (5,70)
- skok w dal: Tomasz Mateusiak – 8 m. (7,54)
- trójskok: Jacek Kazimierowski – 7 m (16,06)
- pchnięcie kulą: Tomasz Majewski – 4 m. (20,09)
- rzut dyskiem: Andrzej Krawczyk – 3 m. (61,27)
- rzut młotem: Wojciech Kondratowicz – 2 m. (78,37)
- rzut oszczepem: Dariusz Trafas – 3 m. (79,36)
- sztafeta 4 × 100 m: Marcin Krzywański, Łukasz Chyła, Marcin Jędrusiński, Marcin Urbaś – 2 m. (38,45)
- sztafeta 4 × 400 m: Artur Walenczak, Artur Gąsiewski, Piotr Rysiukiewicz, Rafał Wieruszewski – 7 m. (3:03,69)

## Kobiety
Polska zajęła 1. miejsce wśród ośmiu zespołów, zdobywając 125 punktów i awansowała do Superligi (I poziom rozgrywek).
- 100 m: Daria Onyśko – 5 m. (11,57)
- 200 m: Anna Pacholak – 4 m. (23,51)
- 400 m: Monika Bejnar – 2 m. (53,41)
- 800 m: Anna Zagórska – 3 m. (2:03,85)
- 1500 m: Anna Jakubczak – 4 m. (4:13,15)
- 3000 m: Justyna Lesman – 1 m. (9:09,87)
- 5000 m: Grażyna Syrek – 4 m. (16:12,94)
- 100 m ppł: Aurelia Trywiańska – 1 m. (12,84)
- 400 m ppł: Anna Jesień – 1 m. (55,98)
- 3000 m z przeszkodami: Patrycja Włodarczyk – 3 m. (9:56,26)
- skok wzwyż: Anna Ksok – 3 m.== (1,86, z jeszcze dwiema zawodniczkami)
- skok o tyczce: Monika Pyrek – 1 m. (4,30)
- skok w dal: Bożena Trzcińska – 4 m. (6,23)
- trójskok: Aneta Sadach – 2 m. (13,94)
- pchnięcie kulą: Krystyna Zabawska – 1 m. (18,12)
- rzut dyskiem: Joanna Wiśniewska – 2 m. (60,84)
- rzut młotem: Agnieszka Pogroszewska – 2 m. (67,27)
- rzut oszczepem: Barbara Madejczyk – 3 m. (54,60)
- sztafeta 4 × 100 m: Iwona Dorobisz, Daria Onyśko, Dorota Dydo, Joanna Balcerzak – 5 m. (44,55)
- sztafeta 4 × 400 m: Anna Pacholak, Monika Bejnar, Małgorzata Pskit, Anna Jesień – 2 m. (3:29,14)